# Balística

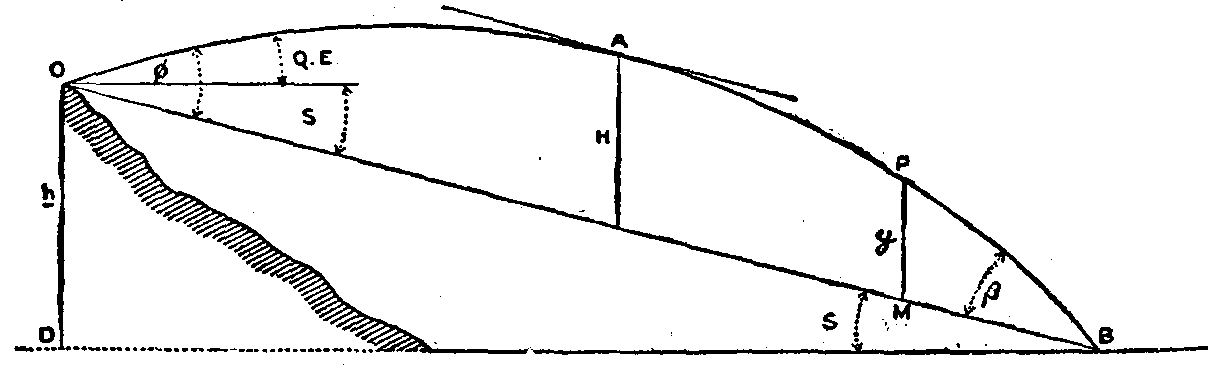
Estudi balístic (Balística exterior) a la Encyclopædia Britannica, definit per a dues cotes.

La balística (del grec  ba'llein, "llançar") és l'estudi sistemàtic de tot el relatiu al moviment dels projectils (bales, coets, míssils balístics, etc.). El corpus d'estudi de la balística se centra en l'estudi de les forces, trajectòries, rotacions i comportaments diversos dels projectils en diferents ambients d'ocupació, a més de la forma del projectil, substàncies, temperatures, pressions gasoses, etc. situacions que succeeixen en les diferents fases del tret, desplaçament del projectil al llarg de l'ànima i sortida a l'exterior, trajectòria i impacte. L'estudi de la balística centrat en les armes de foc és part dels estudis forenses.

## Balística interior, exterior i terminal

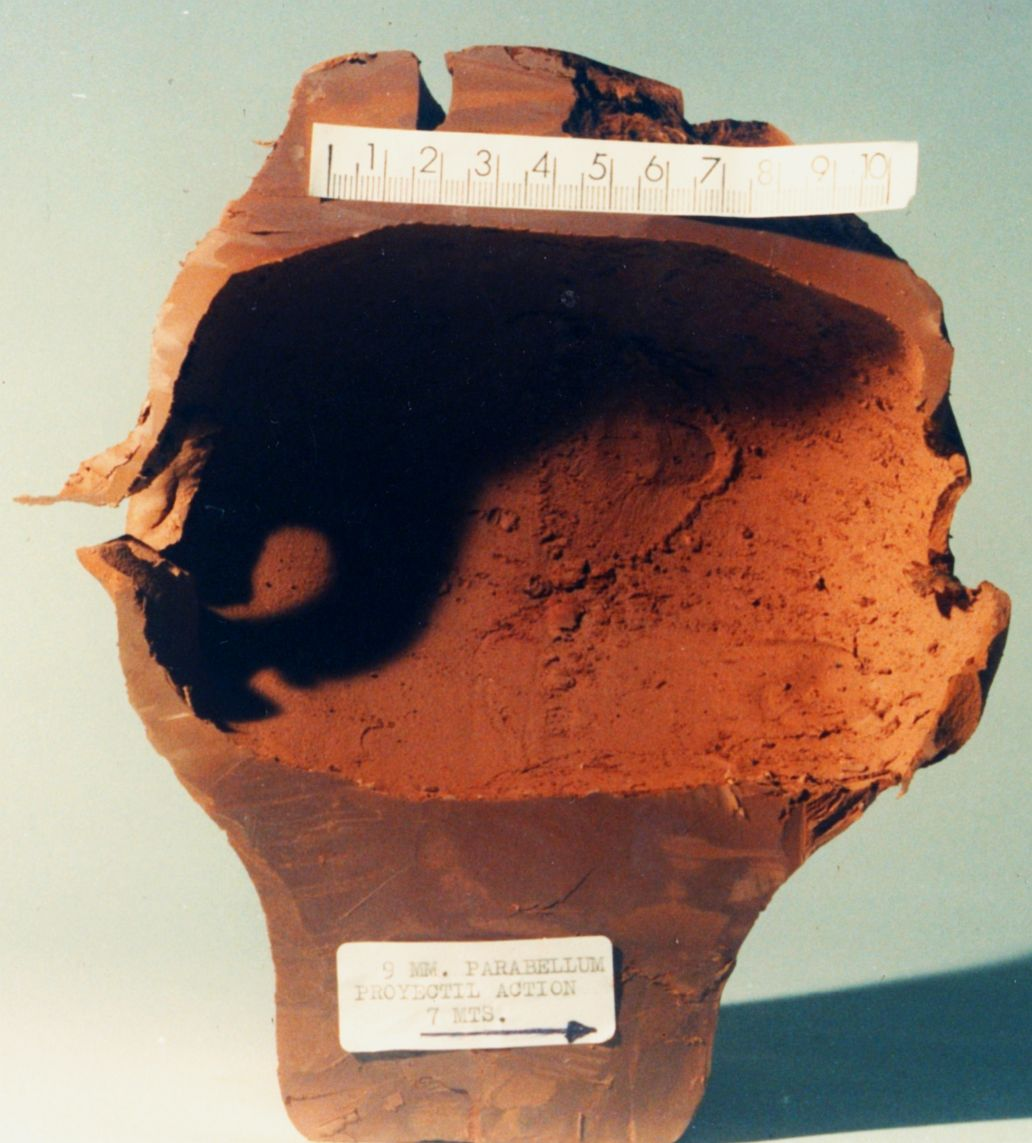
Prova de balística exterior. Reconstrucció de la cavitat temporal produïda per un projectil de calibre 9 x 19 mm parabellum.

La balística es pot dividir en tres branques:
1. Balística interior : estudia el moviment del projectil a l'interior de l'ànima del tub de l'arma (en la seva fase inicial de llançament) des que comença el seu desplaçament i fins que abandona el tub de l'arma. És a dir, estudia tots els fenòmens que impulsen el projectil, així com el cremat del propel·lent, la pressió gasosa, el gir i fregament dins l'ànima, etc.[3]
2. Balística exterior : estudia les trajectòries i els efectes pertorbadors del medi ambient sobre el projectil. És l'anàlisi del que passa amb el projectil des que abandona la boca del canó fins que fa blanc, o bé esgota el seu impuls i cau. El recorregut d'aquest, independentment de la forma d'aquest camí o de la seva permanència, es diu «trajectòria».[4]
3. Balística terminal : Estudia els efectes causats pel xoc del projectil contra un cos donat o ja definit. L'error circular probable (CEP) és una mesura estadística de la precisió d'una munició no guiada que indica quin es el radi del cercle a l'entorn del blanc on cauen 50% dels projectils.[5]

## Balística forense

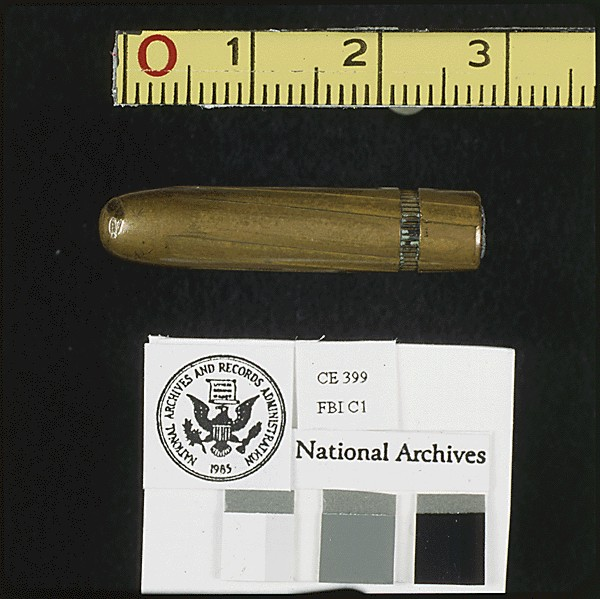
Un experiment forense sobre balística.

En el camp de la ciència forense la balística forense és la ciència que analitza les armes de foc emprades en els crims. Sol abastar l'estudi i anàlisi dels projectils i dels impactes determinant el calibre de l'arma disparada. També es preocupa de determinar la correspondència entre projectils o beines (cascos o casquets) trobades al lloc del succés amb algun arma trobada en poder d'un sospitós o al lloc mateix del fet delictiu, així mateix, verifica la presència de residus de pólvora sobre el blanc, per tal d'obtenir una aproximació de la distància a la qual va ser realitzat el tret.
Els rifles van aparèixer al segle xv i permeten una major precisió i nous efectes, per mor de la rotació impartida en l'ànima (part interior estriada del canó). Imparteixen al projectil una rotació que n'incrementa la precisió i l'abast. Per aquestes estries interiors del canó, els projectils disparats per rifles tenen unes empremtes distintives que permetien esbrinar la identitat (o almenys l'arma) disparada, degut en gran part als estries o solcs mostrats en el projectil després del tret. Aquesta empremta és típic i únic.
Va ser el 1835 que es va fer servir per primera vegada una prova de balística forense aplicada a Anglaterra l'any 1835. Les marques en el projectil trobat dins del cos de la víctima van permetre identificar l'arma d'un assassinat. Quan es va confrontar la prova amb el sospitós, aquest va confessar.